# Sióvölgy megállóhely
Sióvölgy megállóhely egy Somogy vármegyei vasúti megállóhely Siófok településen, a MÁV üzemeltetésében.
A város Aranypart, Ipartelep és Szigetiszőlőhegy nevű városrészei által közrefogott területen helyezkedik el, alig pár száz méterre a 7-es főúttól, ahonnan városi fenntartású utakon érhető el.
A  megállóhely jegypénztár nélküli, nincs jegykiadás.

## Vasútvonalak
A megállóhelyet az alábbi vasútvonalak érintik:
- Kaposvár–Siófok-vasútvonal

## Kapcsolódó állomások
A megállóhelyhez az alábbi állomások vannak a legközelebb:
- Siófok vasútállomás (Kaposvár–Siófok-vasútvonal)
- Siójut megállóhely (Kaposvár–Siófok-vasútvonal)

## Forgalom
| Járat        | Útvonal | Gyakoriság |
| ------------ | --- | ---------- |
| személyvonat | Siófok – Sióvölgy – Siójut – Ádánd – Som-Nagyberény – Daránypuszta – Bábonymegyer – Tab – Kapoly – Somogymeggyes – Karád – Andocs – Bonnya – Kisbárapáti – Felsőmocsolád – Mernye – Somodor – Somogyaszaló – Répáspuszta – Toponár – Kaposszentjakab – Kaposvár | Napi 3 pár |
| személyvonat | Siófok – Sióvölgy – Siójut – Ádánd – Som-Nagyberény – Daránypuszta – Bábonymegyer – Tab | Napi 1 pár |